# Jangijul
Jangijul (uzbecky Yangiyoʻl) je město v Taškentské oblasti Uzbekistánu. V roce 2020 zde žilo 109 500 obyvatel.

## Geografie
Jangijul leží jihozápadně od Taškentu na železniční trati a hlavní cestě Taškent–Termiz. Nachází se na pravém břehu řeky Čirčik v Taškentské oáze mezi dálnicemi M34 a M349.

## Historie
V roce 1899 byla na území dnešního města založena železniční stanice Kaufmanskaja pojmenovaná po generálním guvernéru Turkestánu Konstantinu Petrovičovi von Kaufman. Po říjnové revoluci byla osada přejmenována na Kaunči. V roce 1934 byla vesnice povýšena na město a přejmenována současný název Jangijul, což v uzbečtině znamená Nová cesta.

## Ekonomie
Ve městě je potravinářský (výroba ovocných a zeleninových konzerv, vína, těstovin, rostlinných olejů) a lehký (bavlnářský) průmysl. Město je také známo řadou velkých cihelen.
Potravinářské produkty jsou dodávány především do Ruska a řady východoevropských zemí.

## Galerie

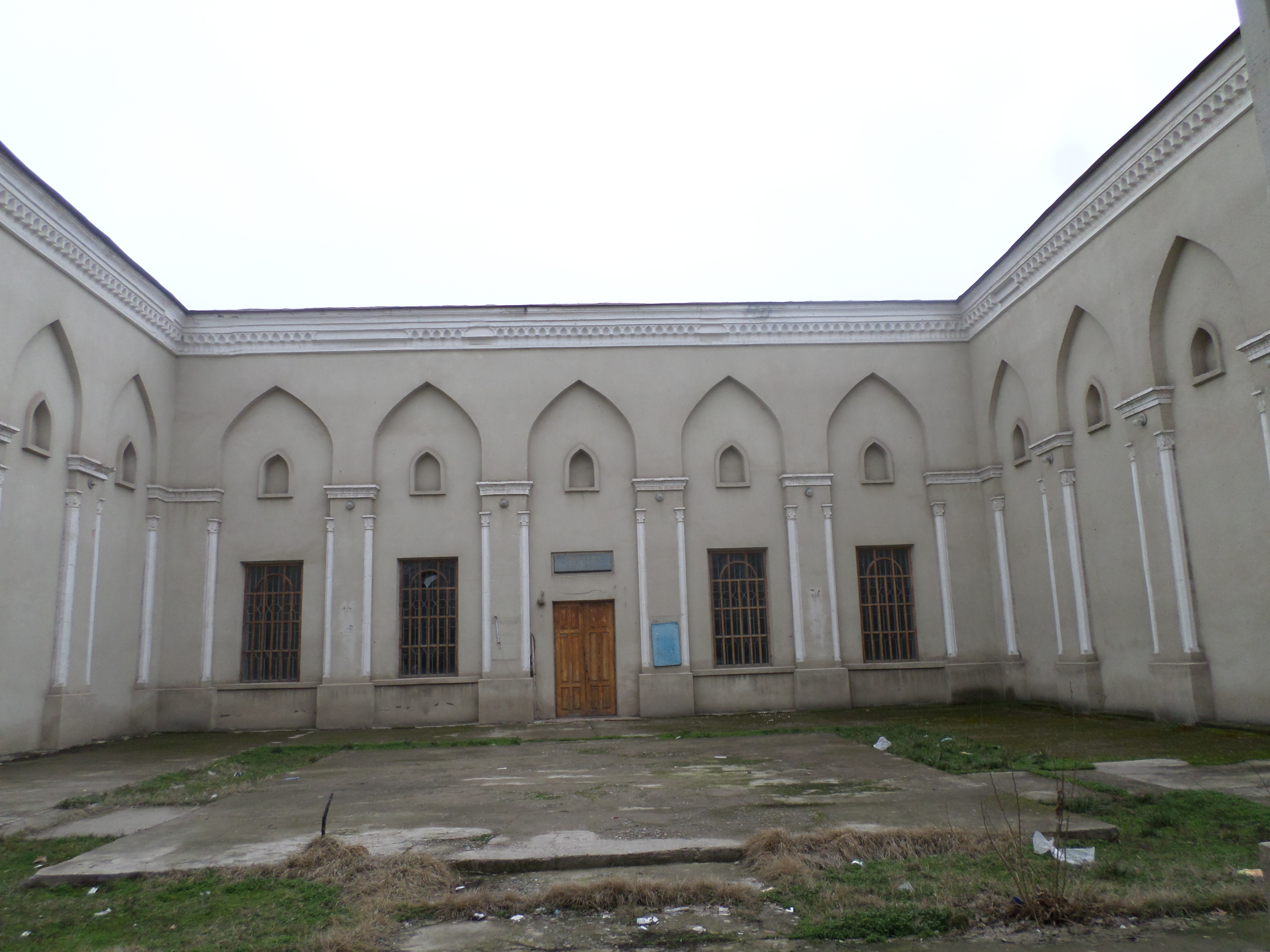
Kino v Jangijulu (2015)
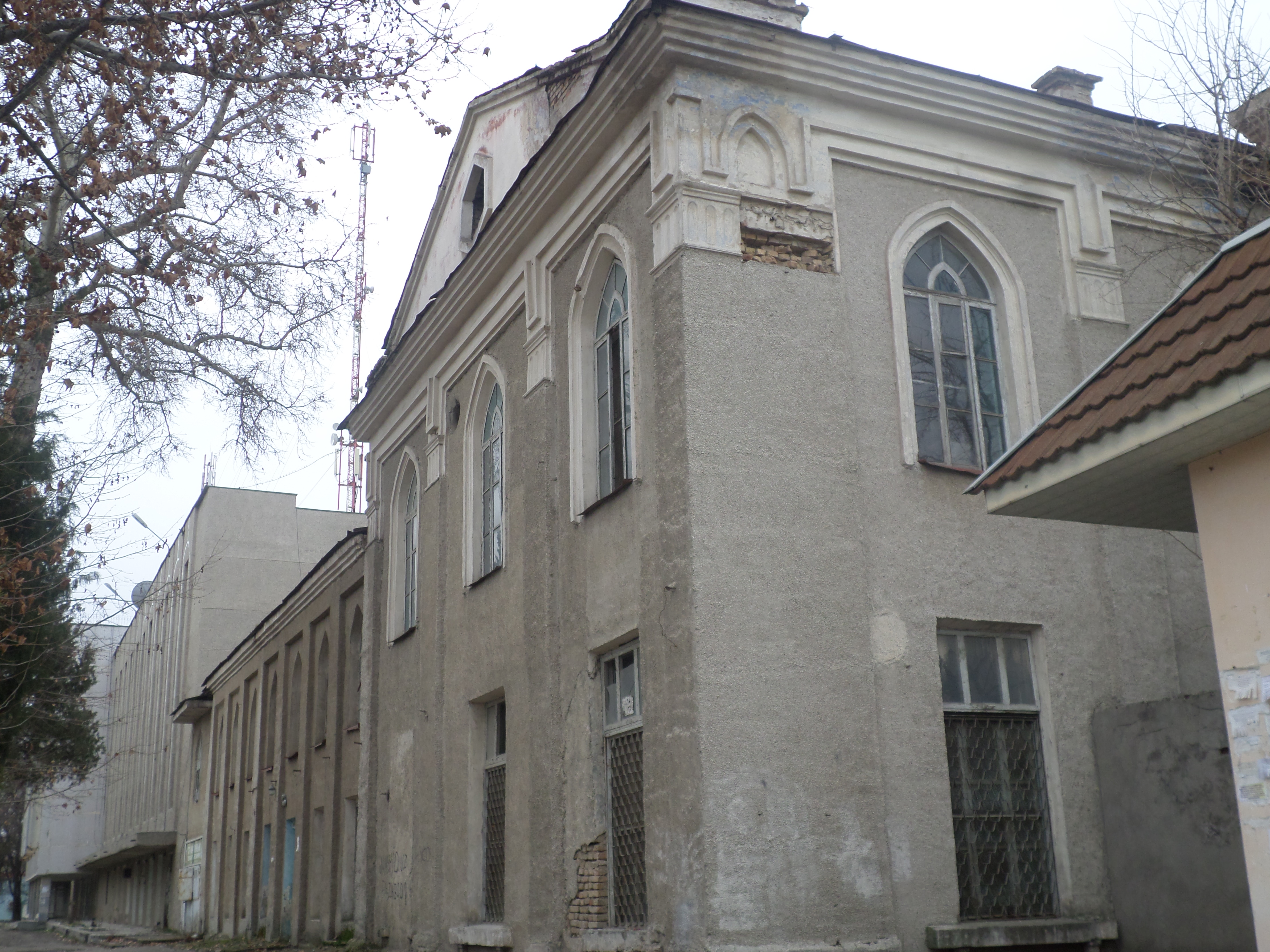
Jangijulská továrna (2015)
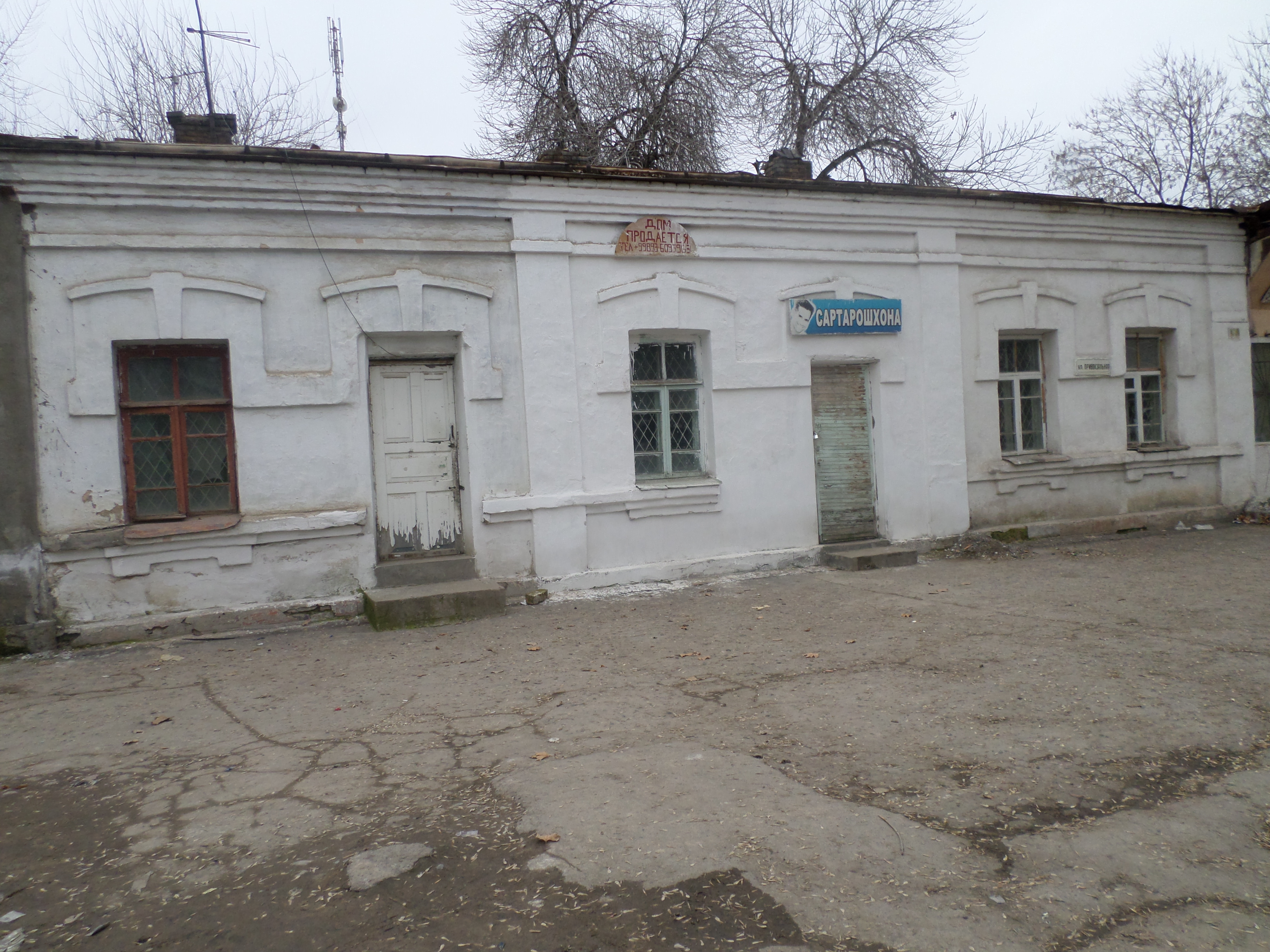
Obytný dům (2015)
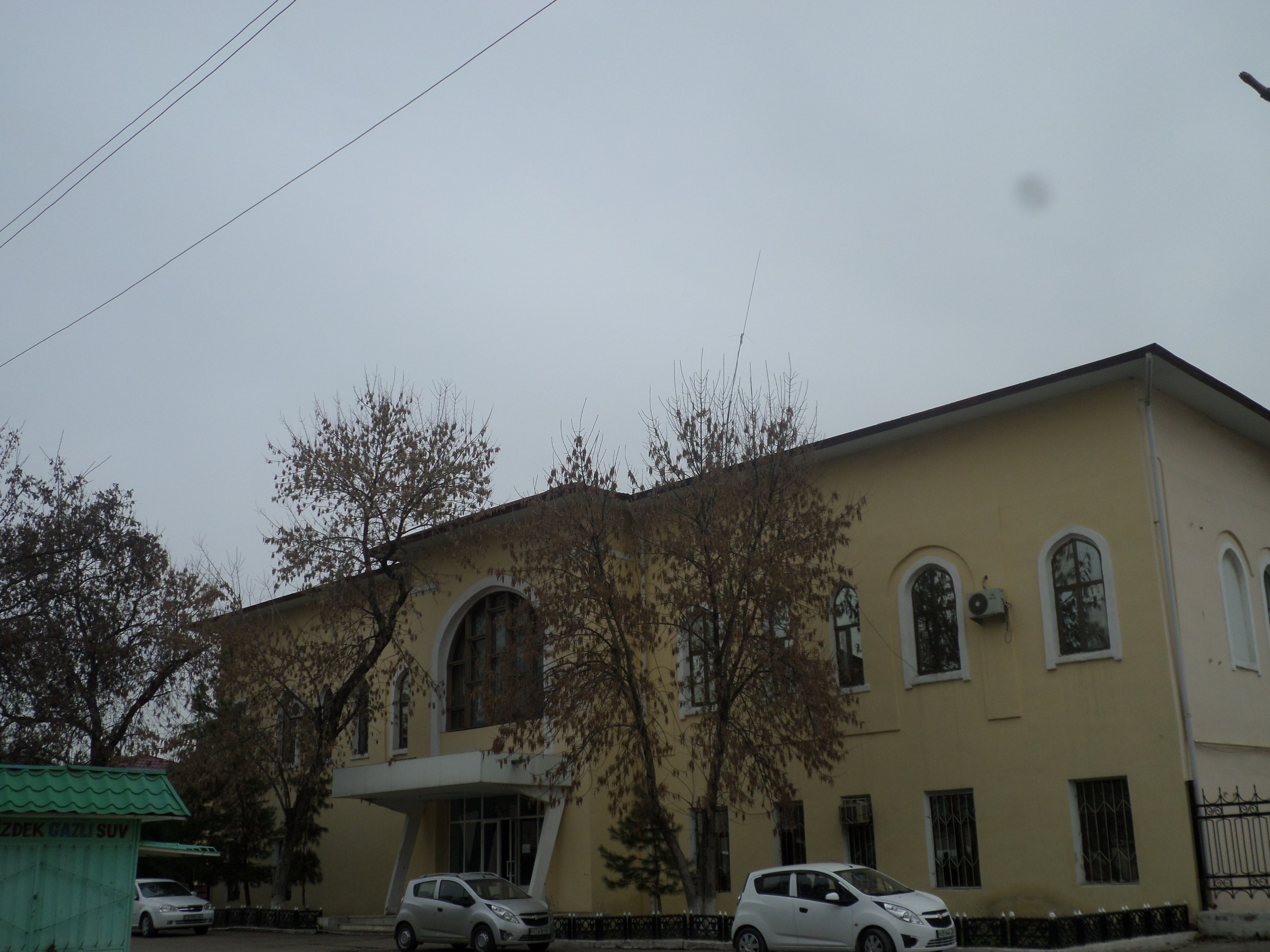
Vlakové nádraží (2015)
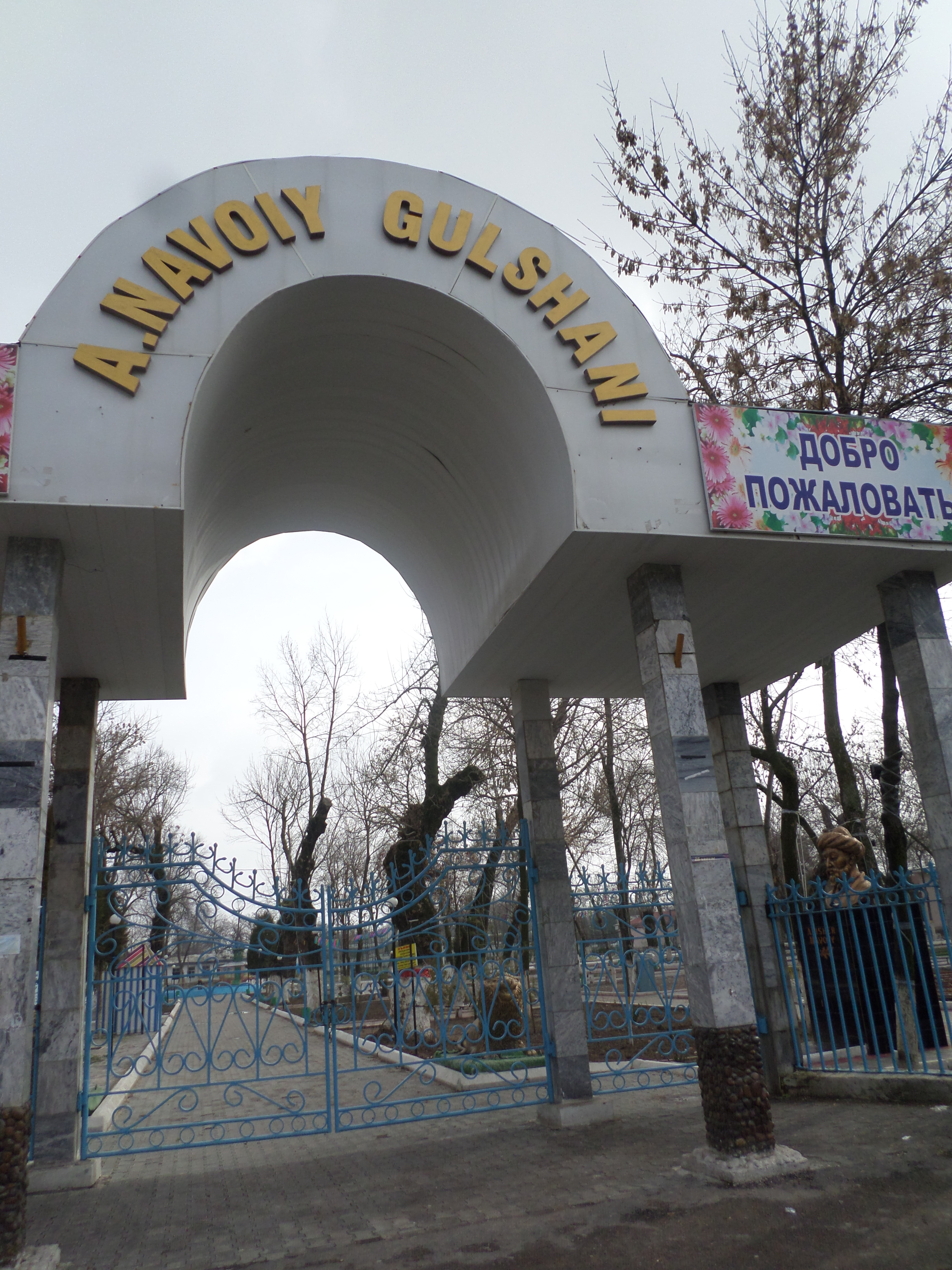
Vchod do městského parku (2015)
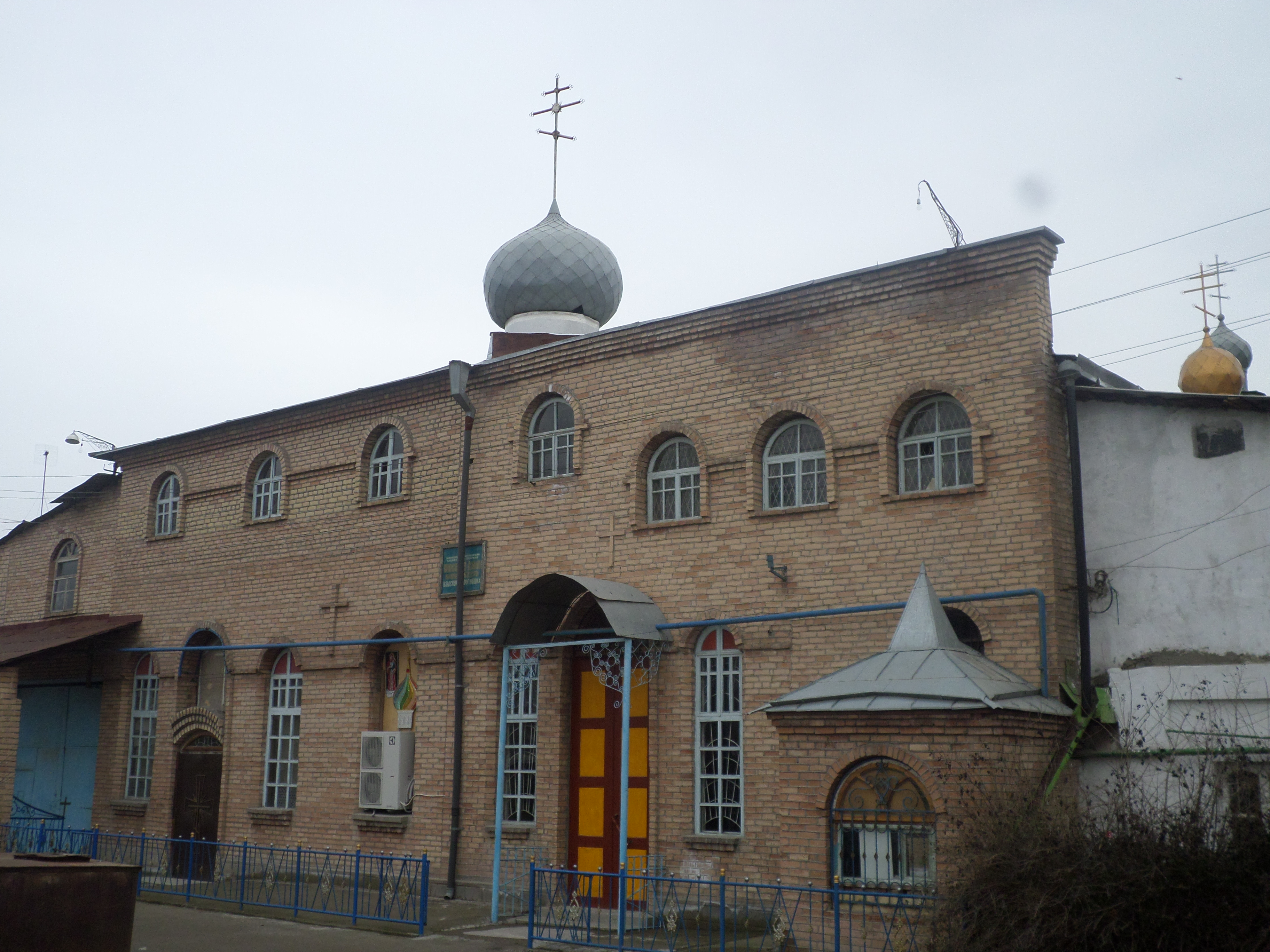
Pravoslavný chrám v Jangijulu (2015)
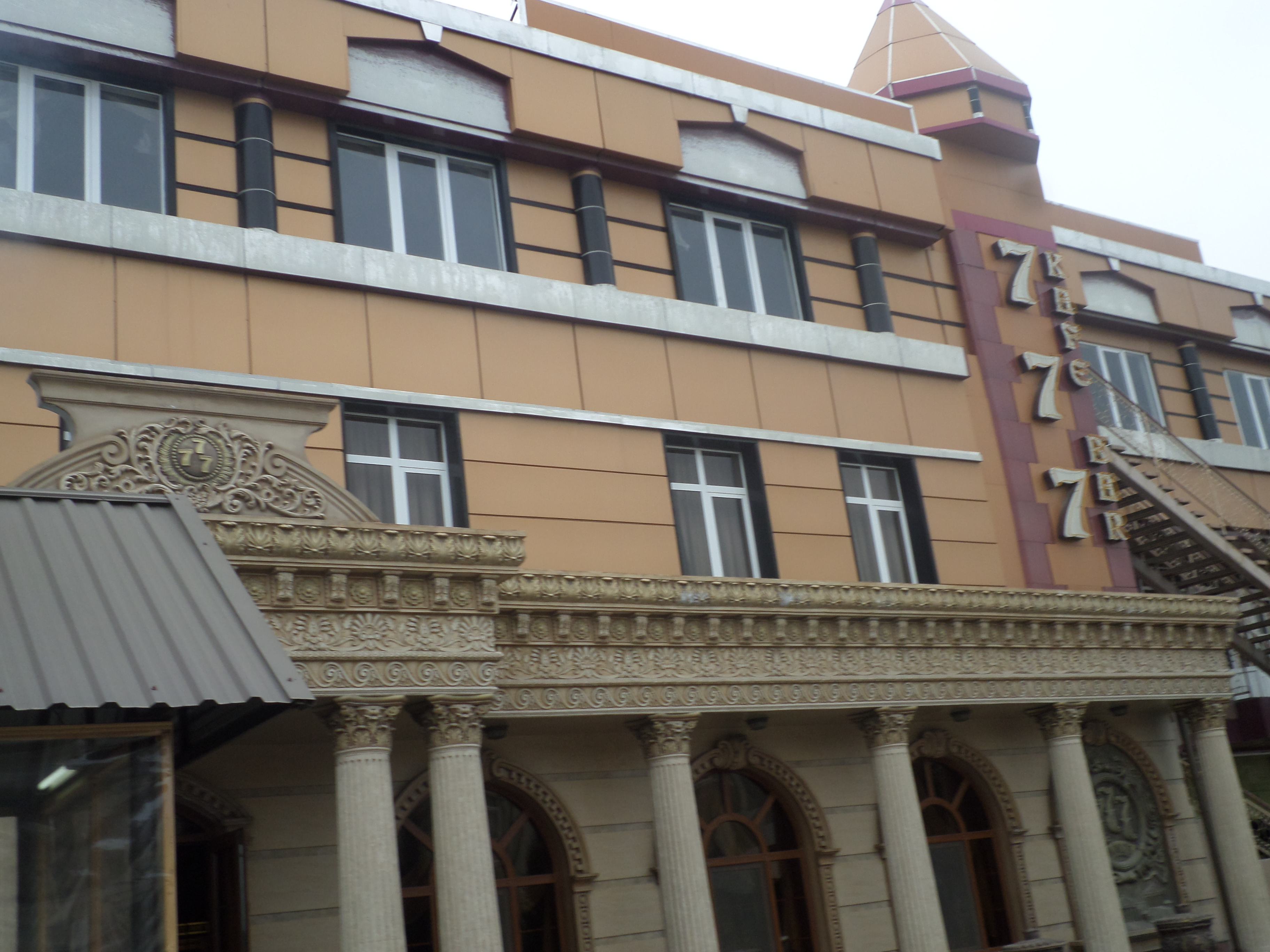
Restaurace v Jangijulu (2015)